# Schlehdorf
Schlehdorf település Németországban, azon belül Bajorországban. Lakosainak száma 1319 fő (2023. december 31.).

## Népesség
A település népessége az elmúlt években az alábbi módon változott:
| Lakosok száma | 411  | 1131 | 1026 | 931  | 1239 | 1223 | 1167 | 1225 | 1316 | 1319 |
|               | 1875 | 1950 | 1975 | 1987 | 2012 | 2014 | 2016 | 2017 | 2021 | 2023 |

## Fekvése
Kochel am Seetől nyugatra fekvő település.

## Története

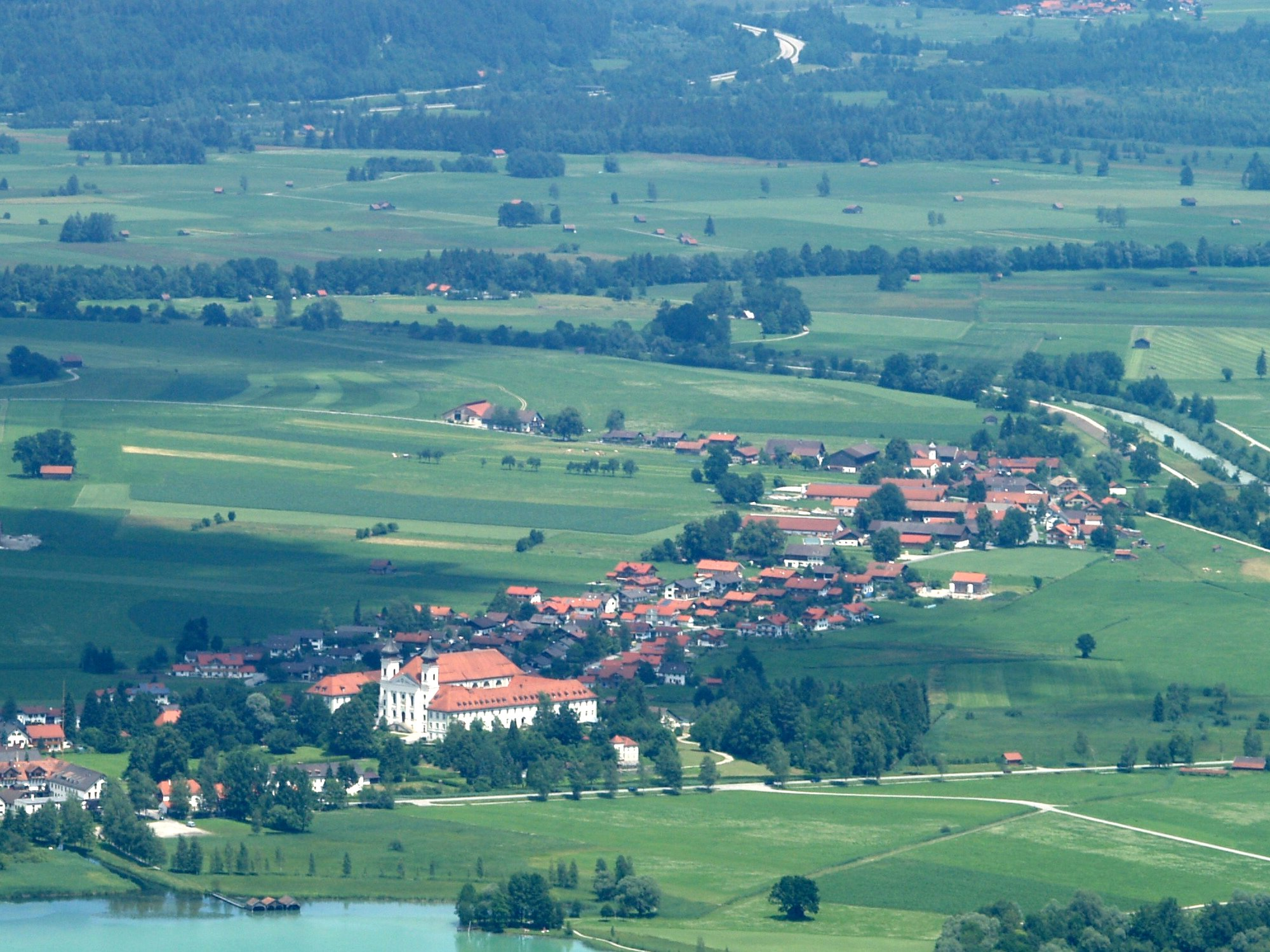

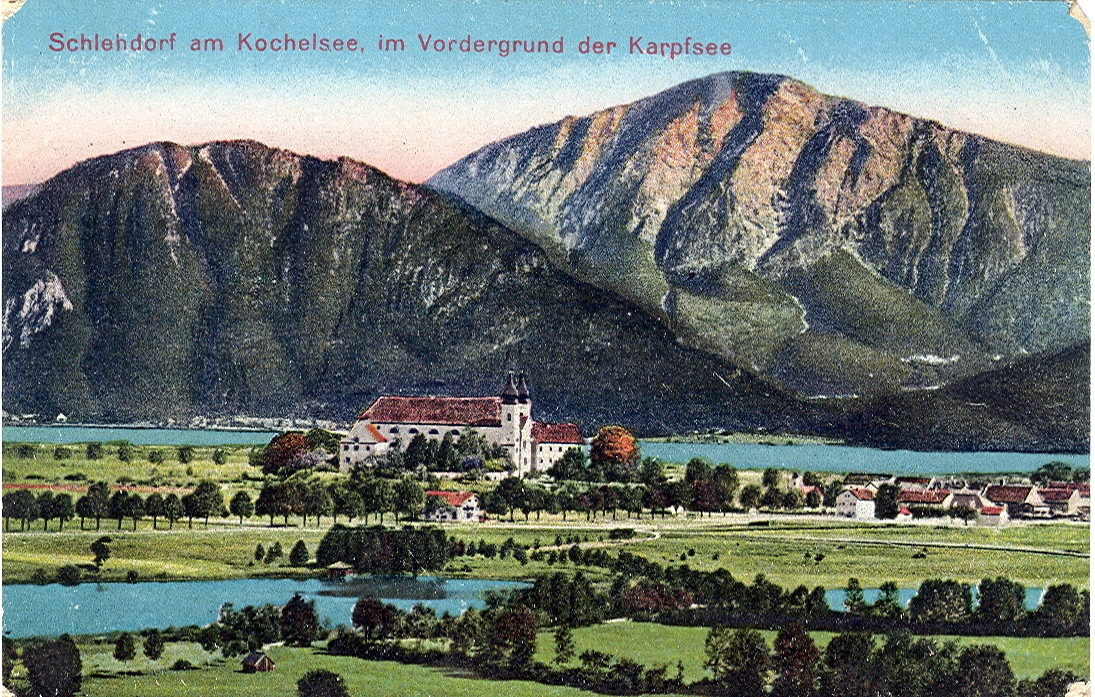
Schlehdorf egy régi képeslapon

A benedekrendiek már 740-ben kolostort építettek itt maguknak, amely később, 1140-ben az ágostonrendieké lett.  A régi épületek helyén ma a 18. század elején épült rendház áll az 1727-1780 között épült apátsági templommal (Stiftskirche St. Tertulin). Belső berendezése és hatalmas márványoltára kora klasszicista stílusban épült.

## Nevezetességek
- Apátsági templom (Stiftskirche St. Tertulin)

## Galéria

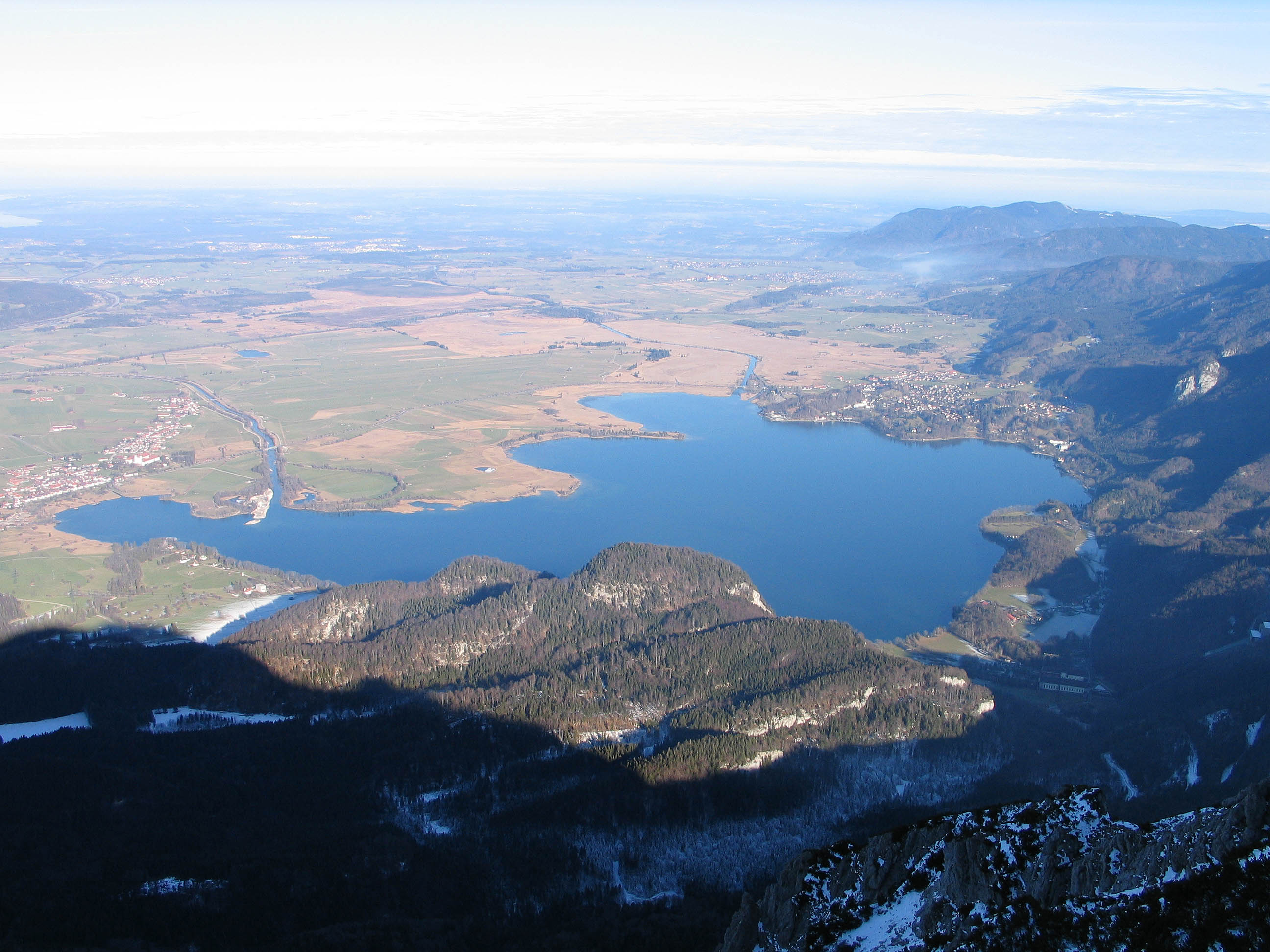
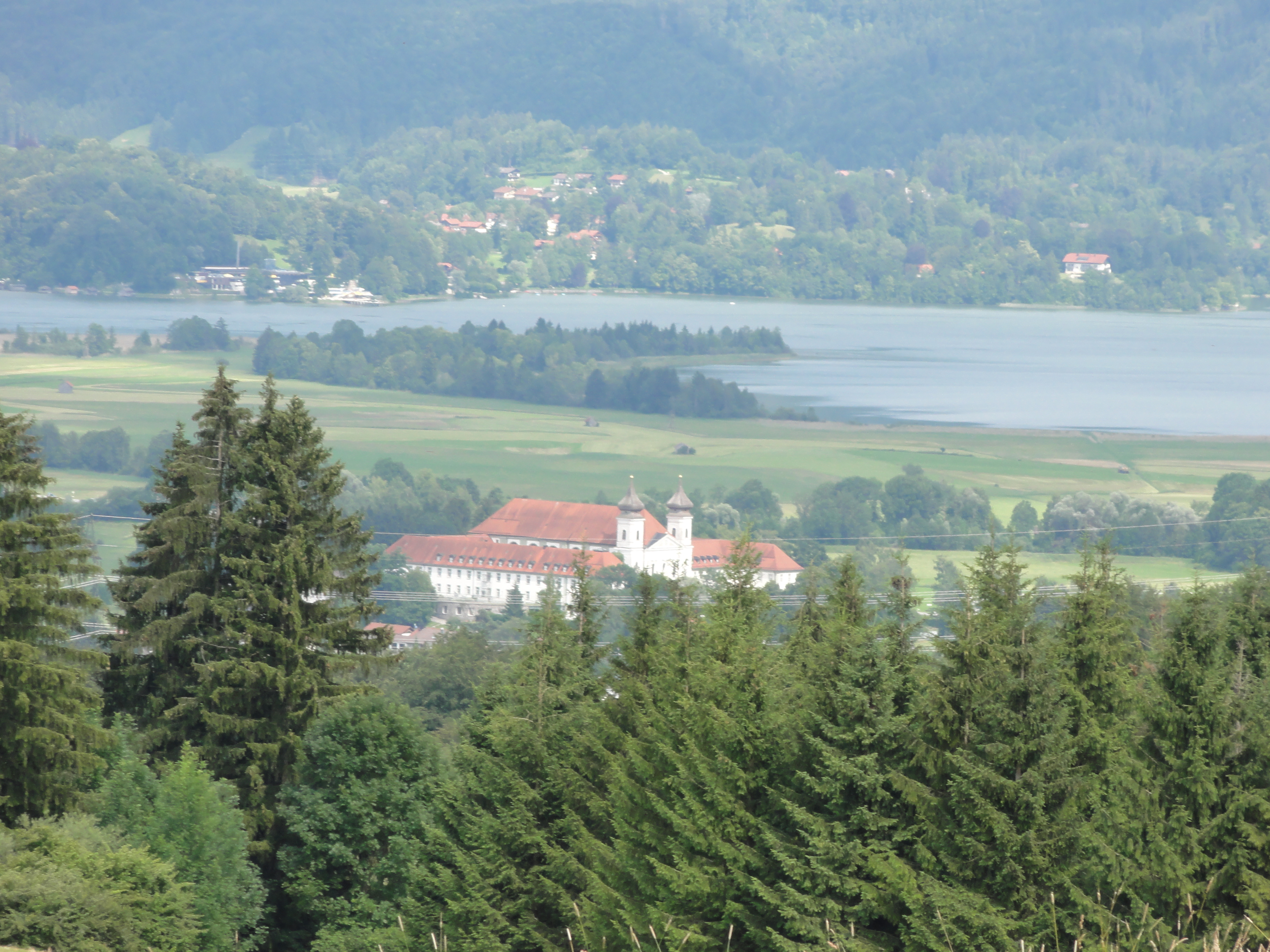
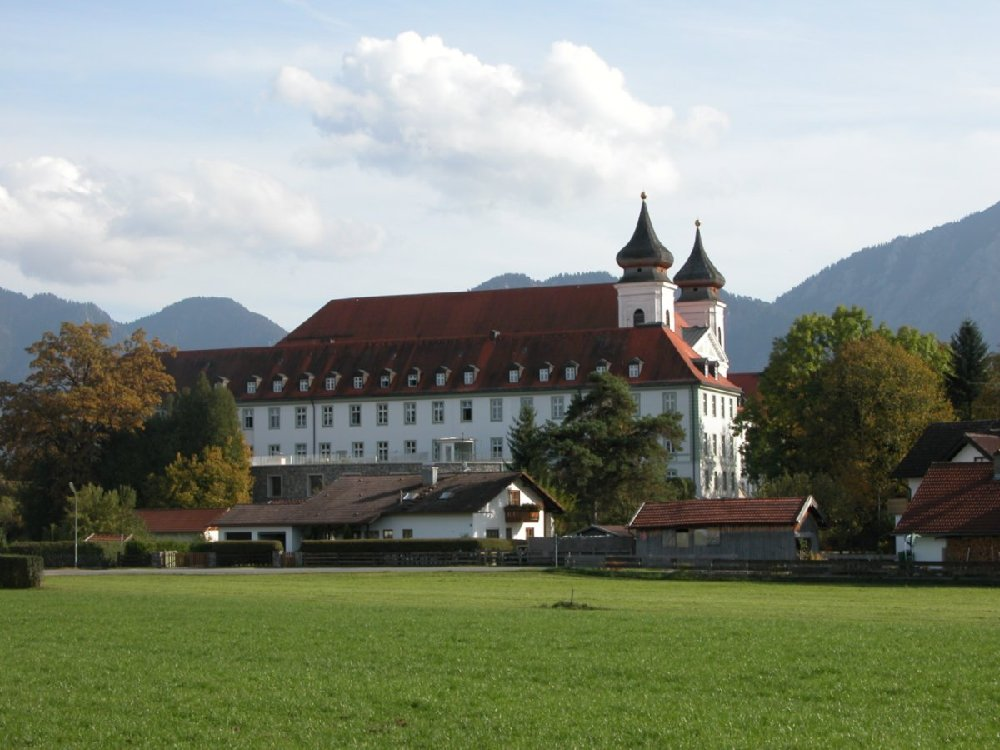
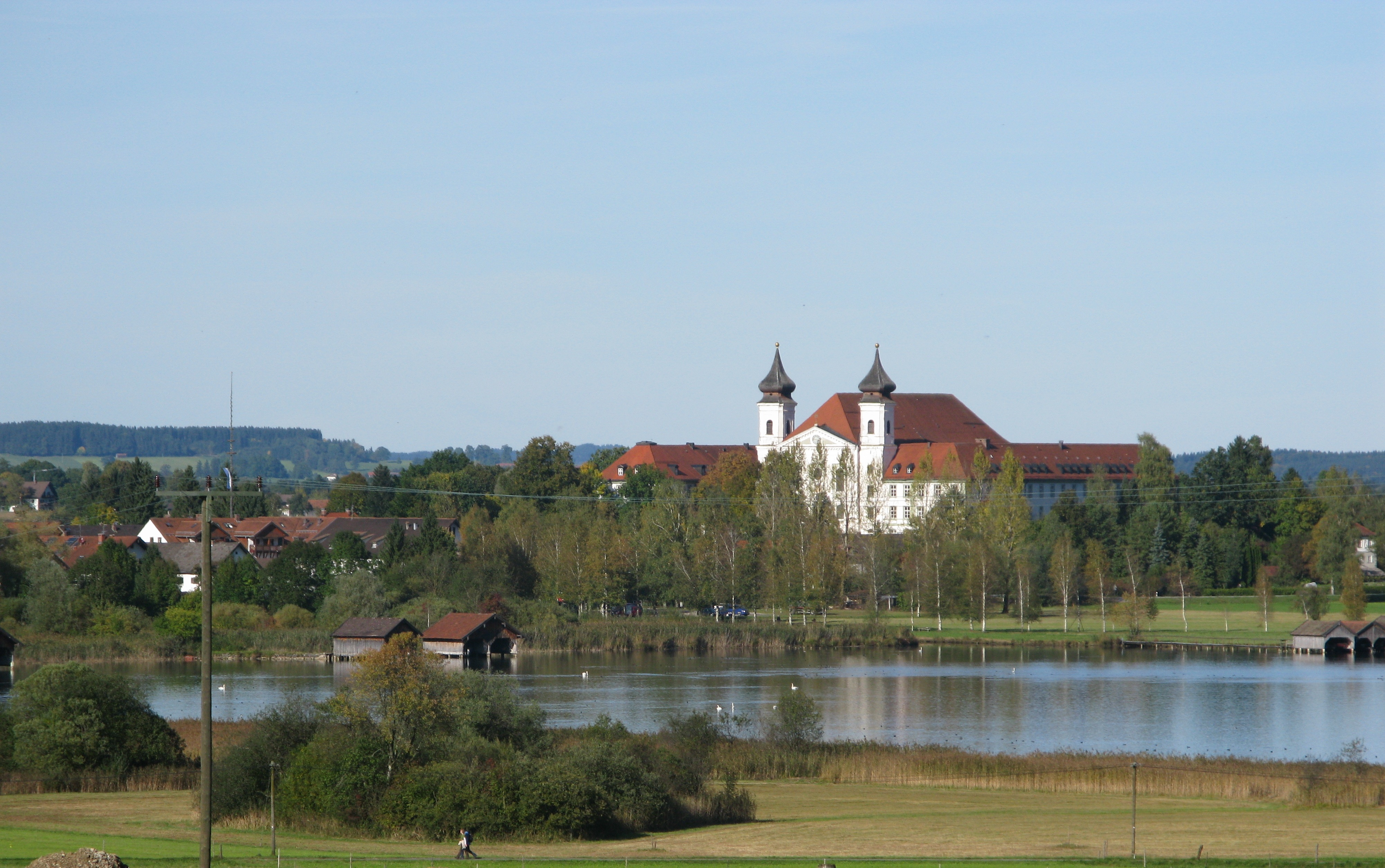
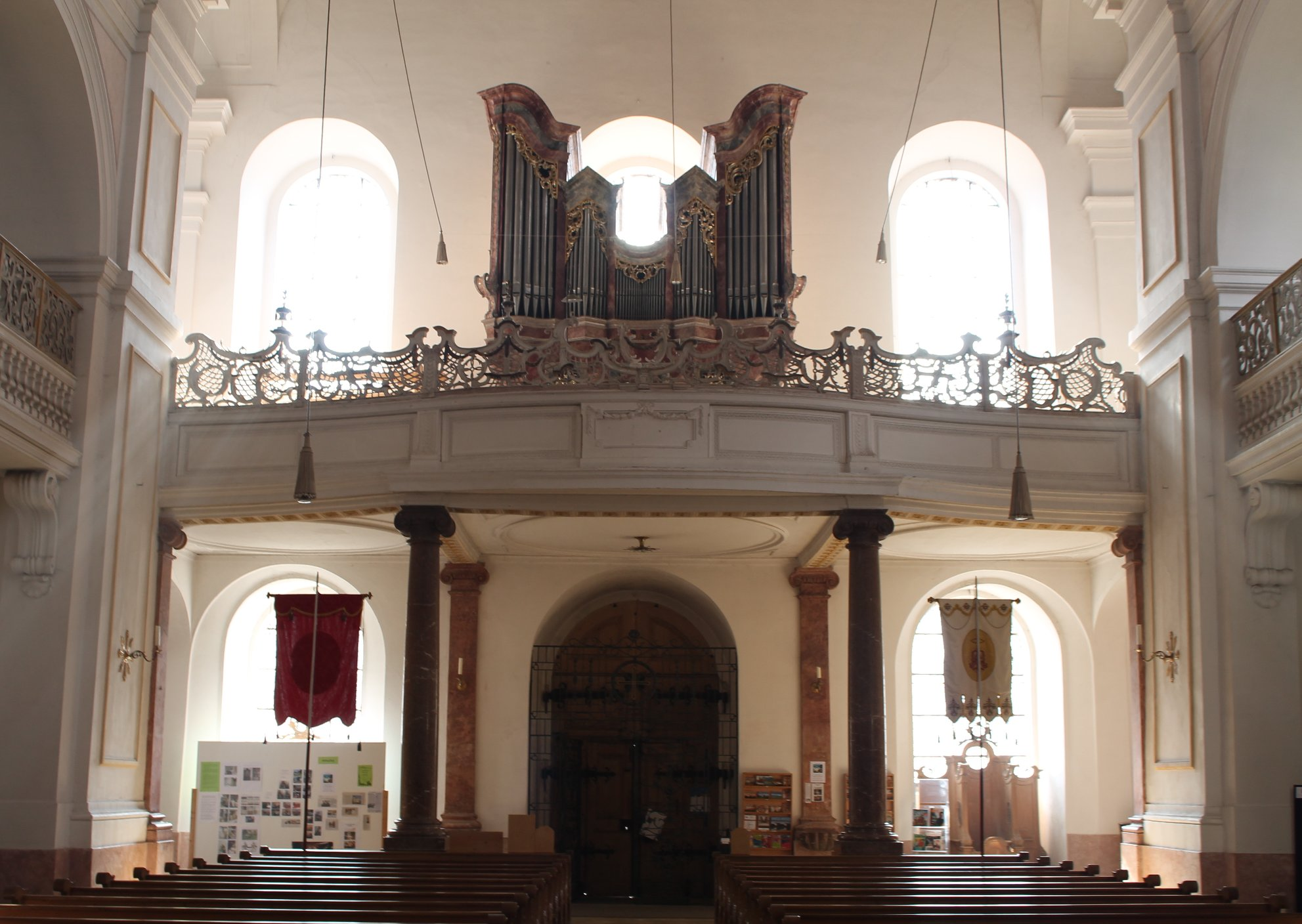
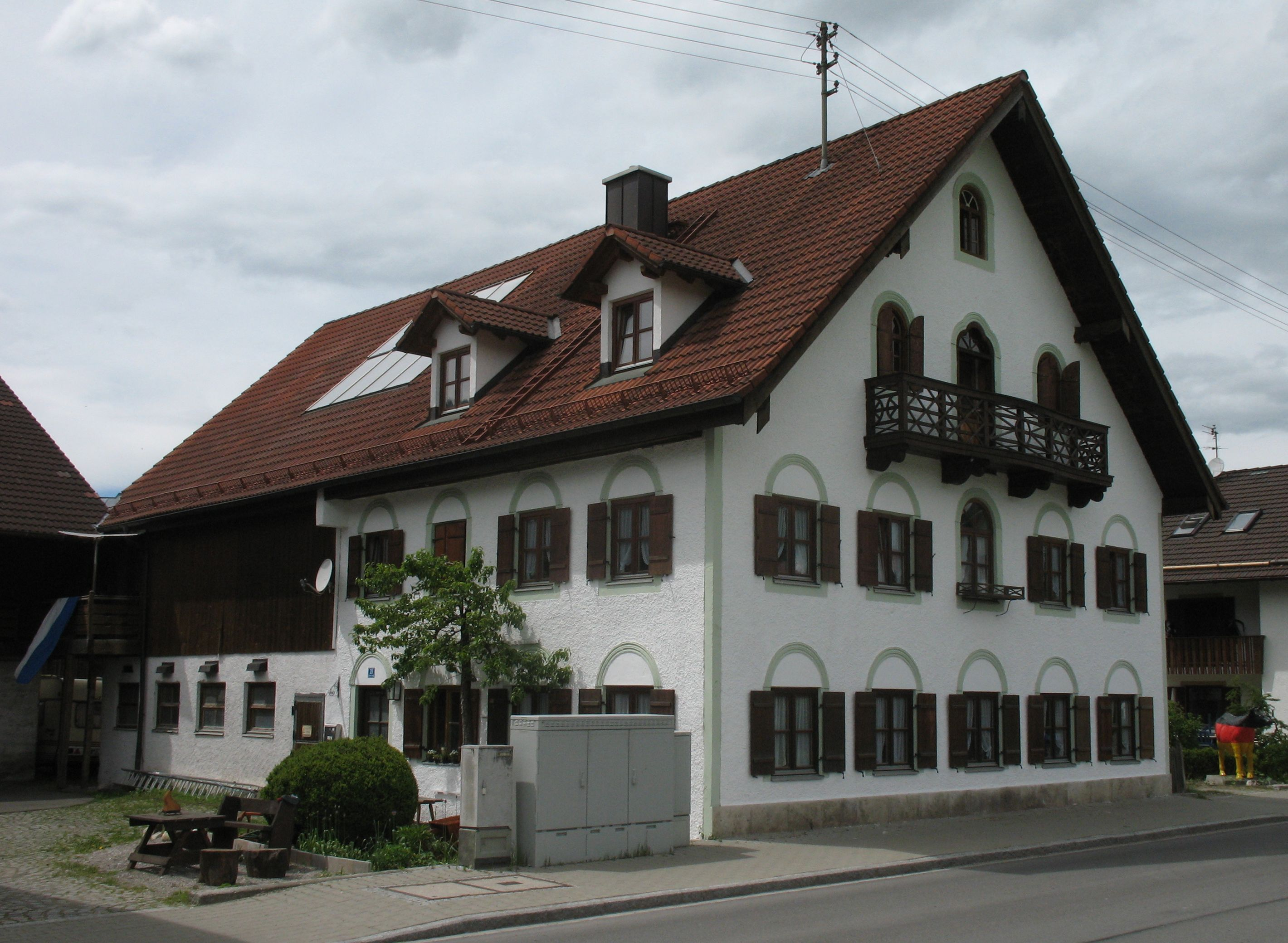